# Junta governativa piauiense de 1823-1824
Quando a província do Piauí aderiu à independência do Brasil, a mesma foi inicialmente governada por uma junta governativa provisória.
Cinco eram os membros da junta da província do Piauí:
1. Manuel de Sousa Martins (presidente da junta)
2. Manuel Pinheiro de Miranda Osório
3. Inácio Francisco de Araújo Costa
4. Honorato José de Morais Rego
5. Miguel José Ferreira

A junta governativa piauiense administrou a província de 24 de janeiro de 1823 a 20 de setembro de 1824.